# Église Saint-Côme-et-Saint-Damien de Thenailles
L'église Saint-Côme-et-Saint-Damien de Thenailles est une église située à Thenailles, en France.

## Localisation
L'église est située sur la commune de Thenailles, dans le département de l'Aisne.

## Historique

### Galerie

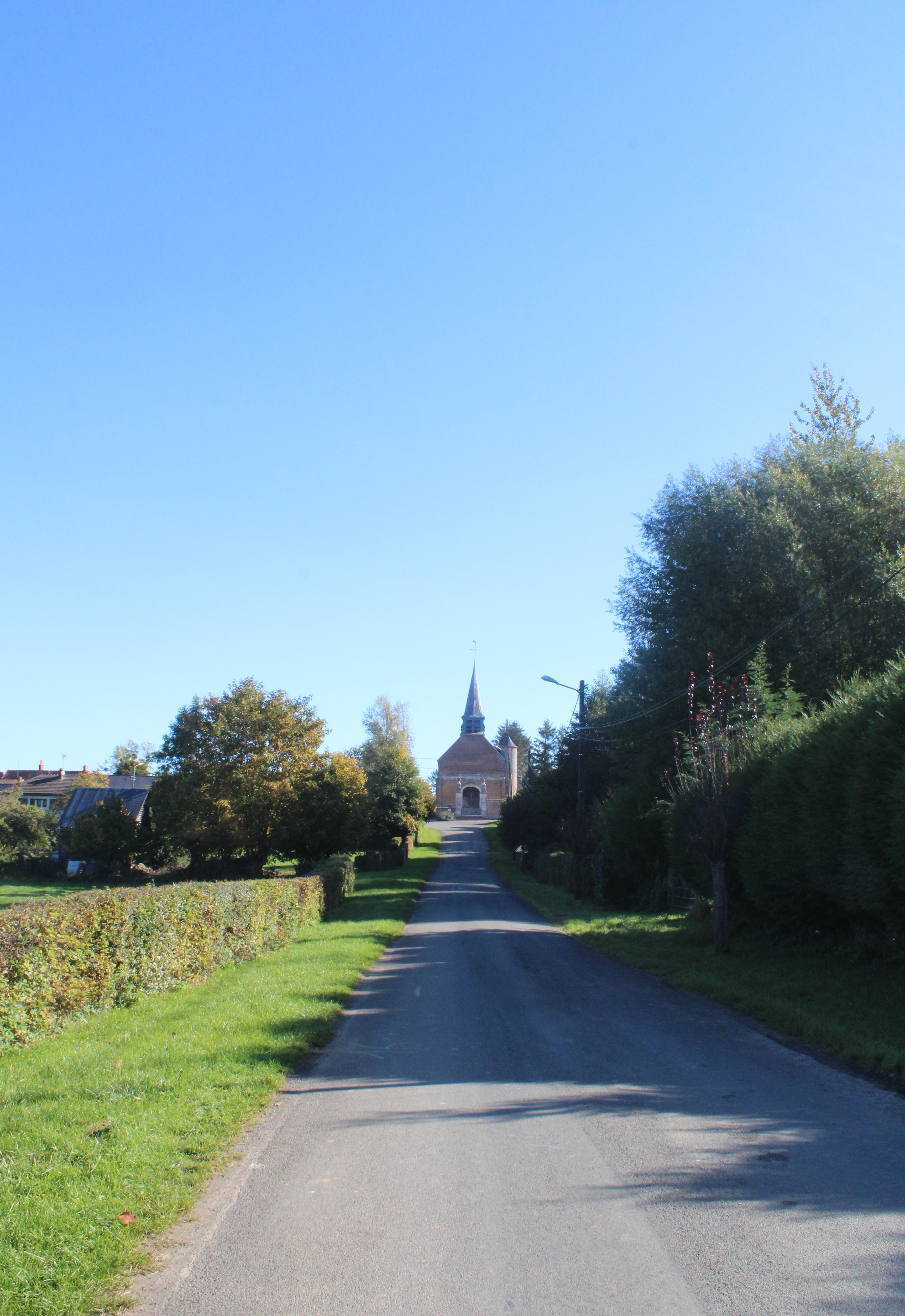
L'église Saint-Côme.
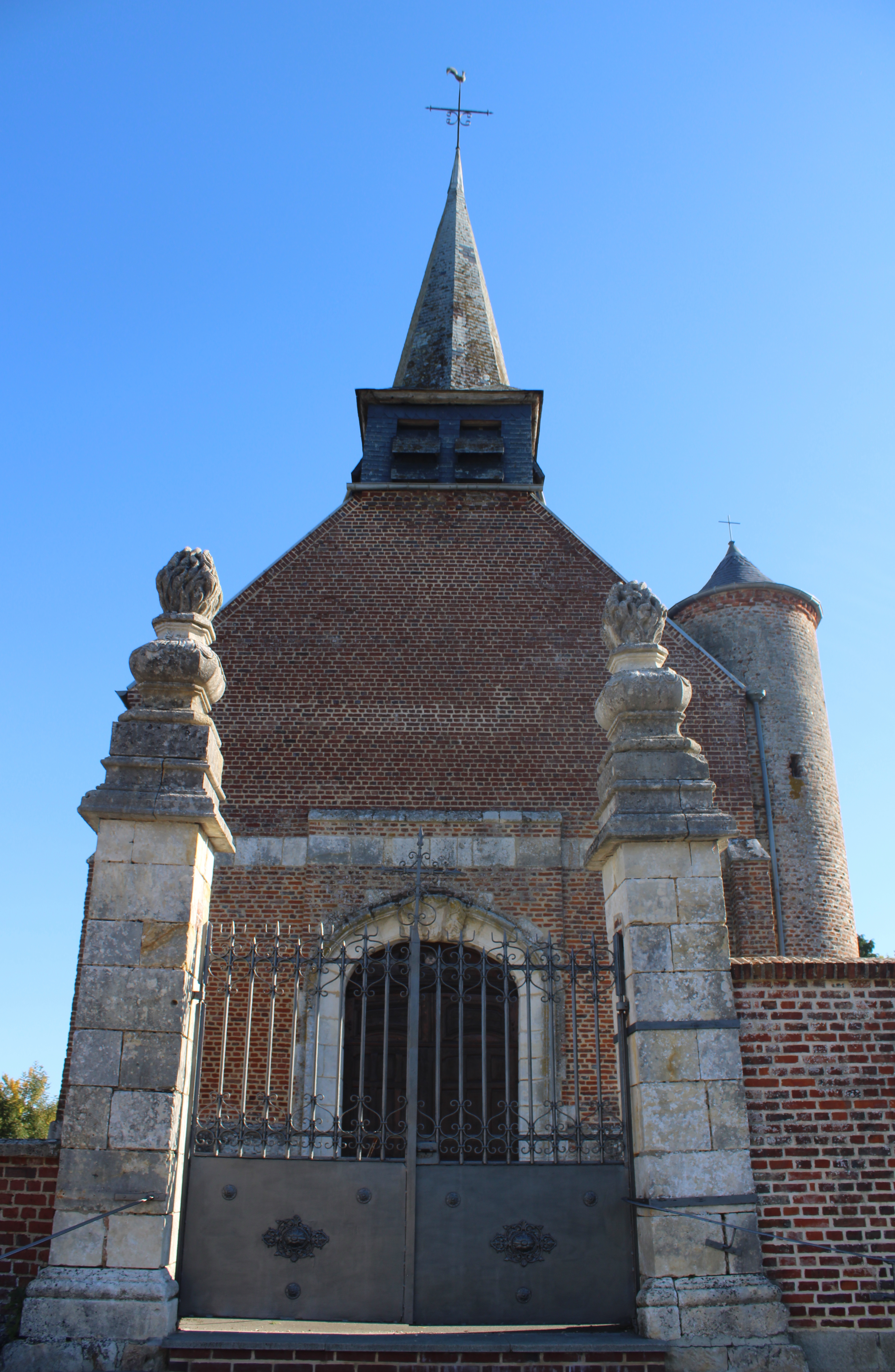
Façade de l'église.
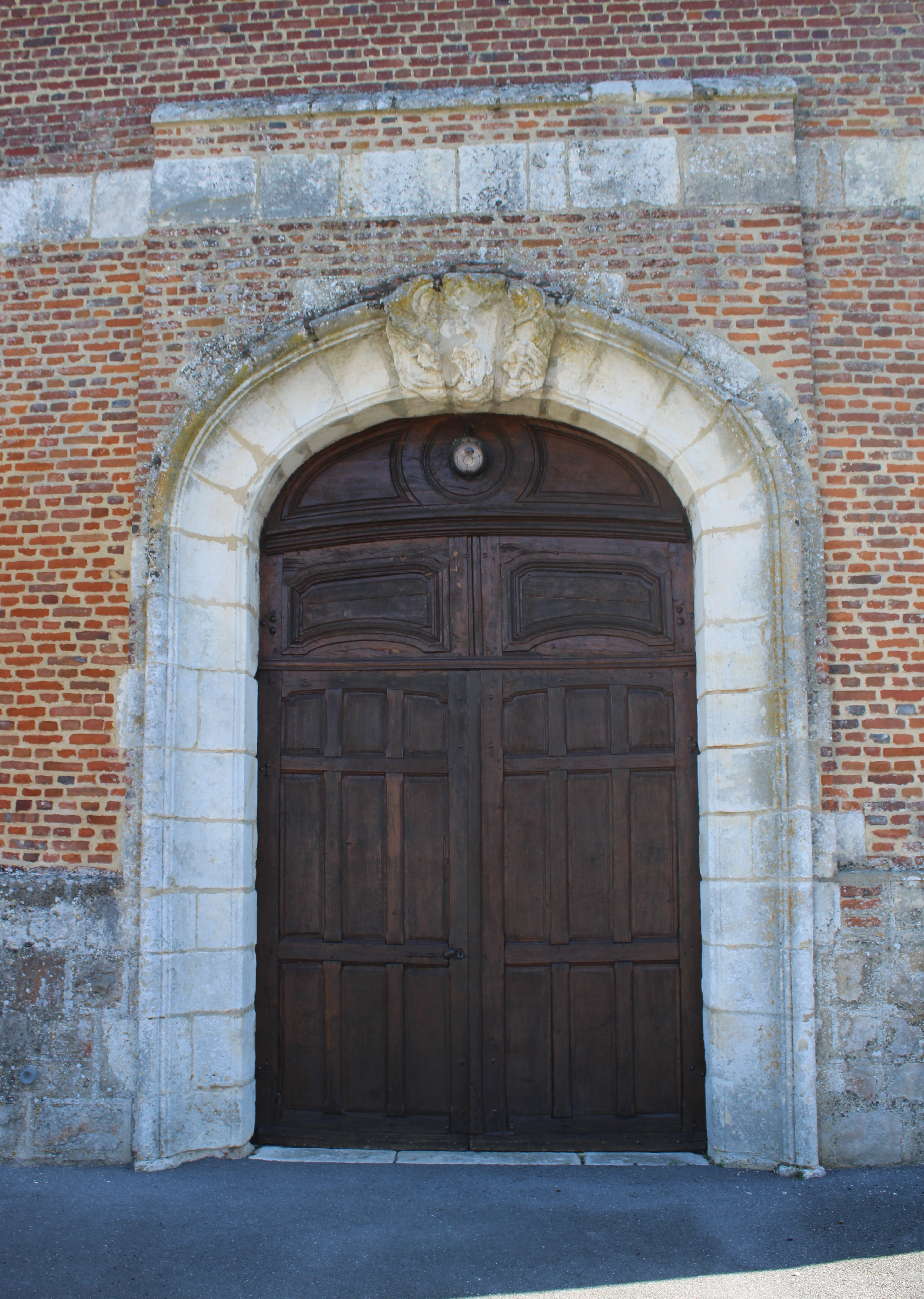
Le portail.
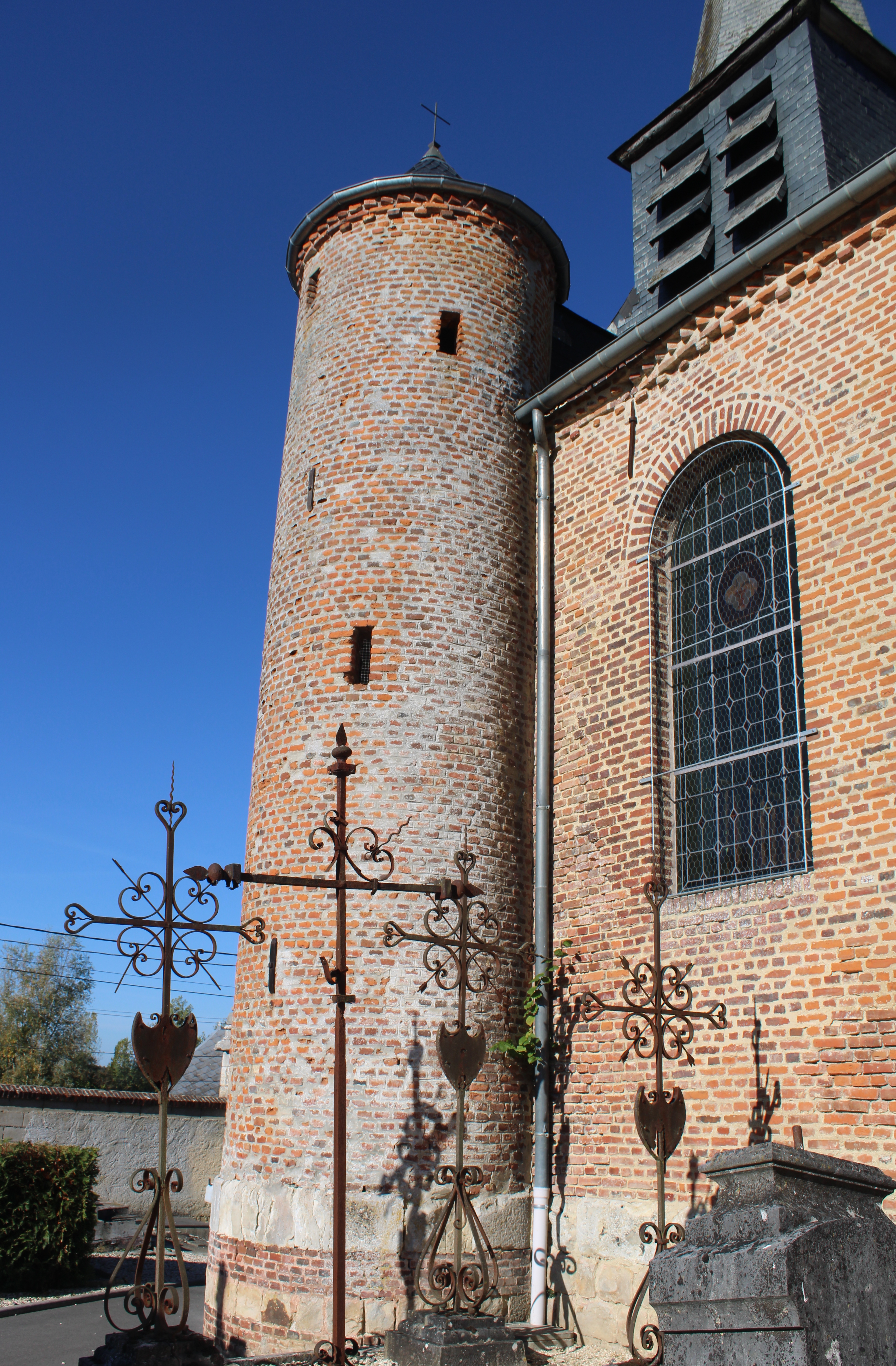
Vue de la seule tour de l'église..